# Conopodium glaberrimum
Conopodium glaberrimum là một loài thực vật có hoa trong họ Hoa tán. Loài này được (Desf.) Engstrand. mô tả khoa học đầu tiên năm 1973.